# Enclos paroissial de Lannédern
Pour les articles homonymes, voir saint Edern.
L’enclos paroissial de Lannédern est un enclos paroissial situé dans la commune de Lannédern  (Finistère, Bretagne). Il se distingue par la qualité architecturale de ses éléments,. Il a été classé monument historique par arrêté du 2 avril 1915.
- L’enclos paroissial
- L’église Saint-Edern porte le nom du Saint éponyme de la paroisse, Edern.
- Le clocher, sommé d’un clocheton est daté de 1606.
- Le porche (1662) de très belle facture, est considéré par Waquet (art breton) comme faisant partie des 26 grands porches classiques du diocèse de Quimper et Léon[4].
- L’ossuaire, au Sud-Ouest de l’église affiche une harmonieuse façade en grand appareillage de granit. Elle est percée d’une porte de style Renaissance et de quatre baies en plein cintre coiffées de putti, et encadrées de bas reliefs aux têtes de mort.
- Le calvaire du cimetière, que Couffon date du XVIIe siècle, porte à mi-fût la statue de Saint Edern sur son cerf.Plan de l'enclos en 1813.

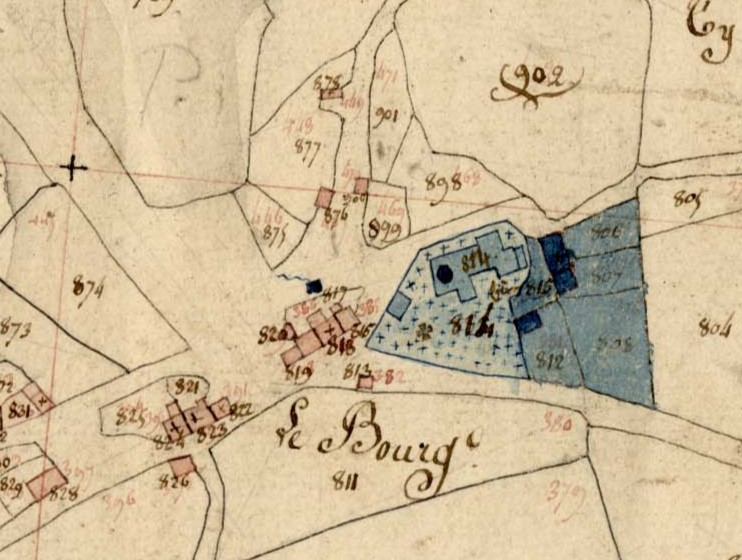
Plan de l'enclos en 1813.

## Histoire
L’écrivain Anatole Le Braz, lors d’une visite à Lannédern notait ceci :
« Dans les multiples représentations qui ont été faites du Saint personnage (Edern), le cerf figure avec honneur. Ils ont même leur place, l’un portant l’autre, à l’arbre de la Croix, immédiatement au-dessous de la Vierge et de Jean, bien au-dessus (?) de l’Apôtre Pierre et de Marie de Magdala, dans le beau calvaire du XVIIe siècle qui se dresse devant l’église.
Edern y apparaît, le visage enfoncé dans un capuce de moine, un livre dans sa droite, un bâton dans sa gauche …
L’ensemble, comme sculpture, est d’un art très sobre, plein de vigueur et de naturel ».

## Objets remarquables
François Lapous réalise pour l'église Saint-Edern de Lannédern une croix de procession en argent portant une inscription sur le pied « FET LE JOUR 19 DAvril 1620 » ainsi que les armes de la famille de Legormel « seigneurs des Touralles en Larm'abern » (dédicace au-dessus de l'écusson). L'une des clochettes, à gauche du Christ, a été volée en 1972. La croix fait l'objet d'un classement au titre des monuments historiques depuis le 14 juin 1898.
Autres objets : 
- Quelques belles statues anciennes  dont celles de Saint Edern chevauchant son légendaire cerf, et d’une Piéta en granit.
- Tombeau de Saint Edern (XIVe siècle) ;
- Retable du Rosaire dont le tableau central porte la signature de Y. Quintin  ainsi qu’une date : 1660.

## Illustrations

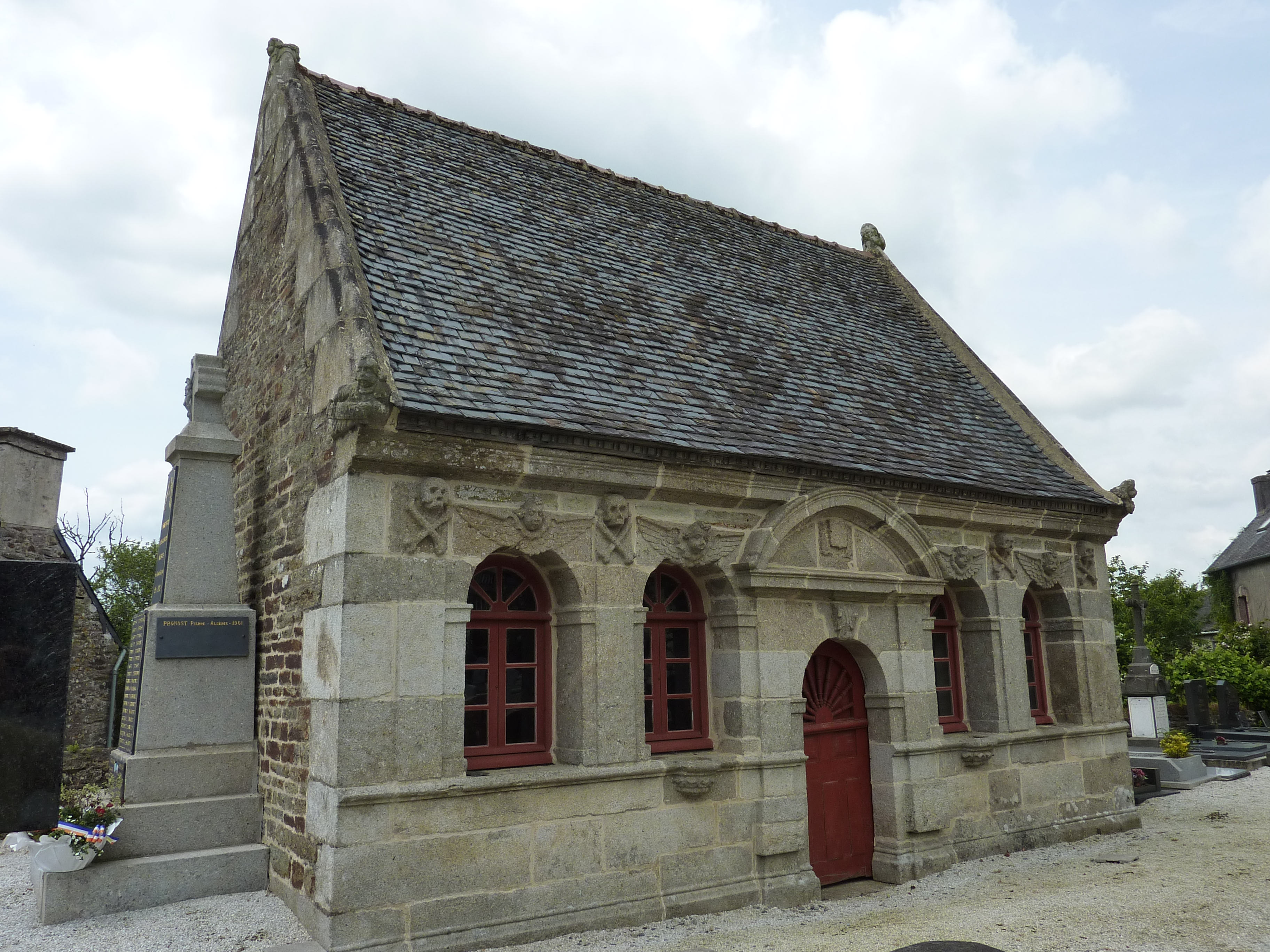
Église de Lannédern, ossuaire
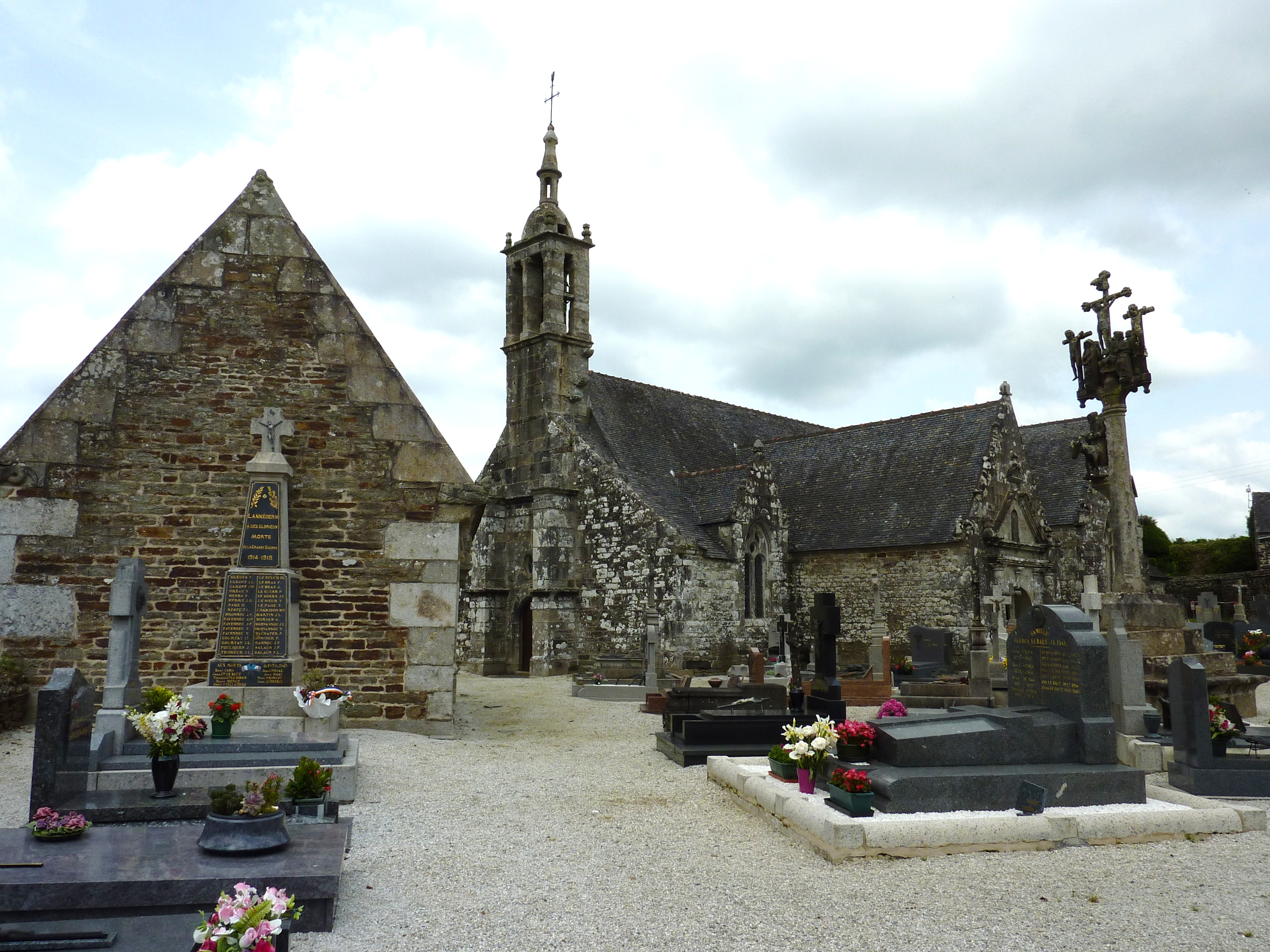
Église de Lannédern
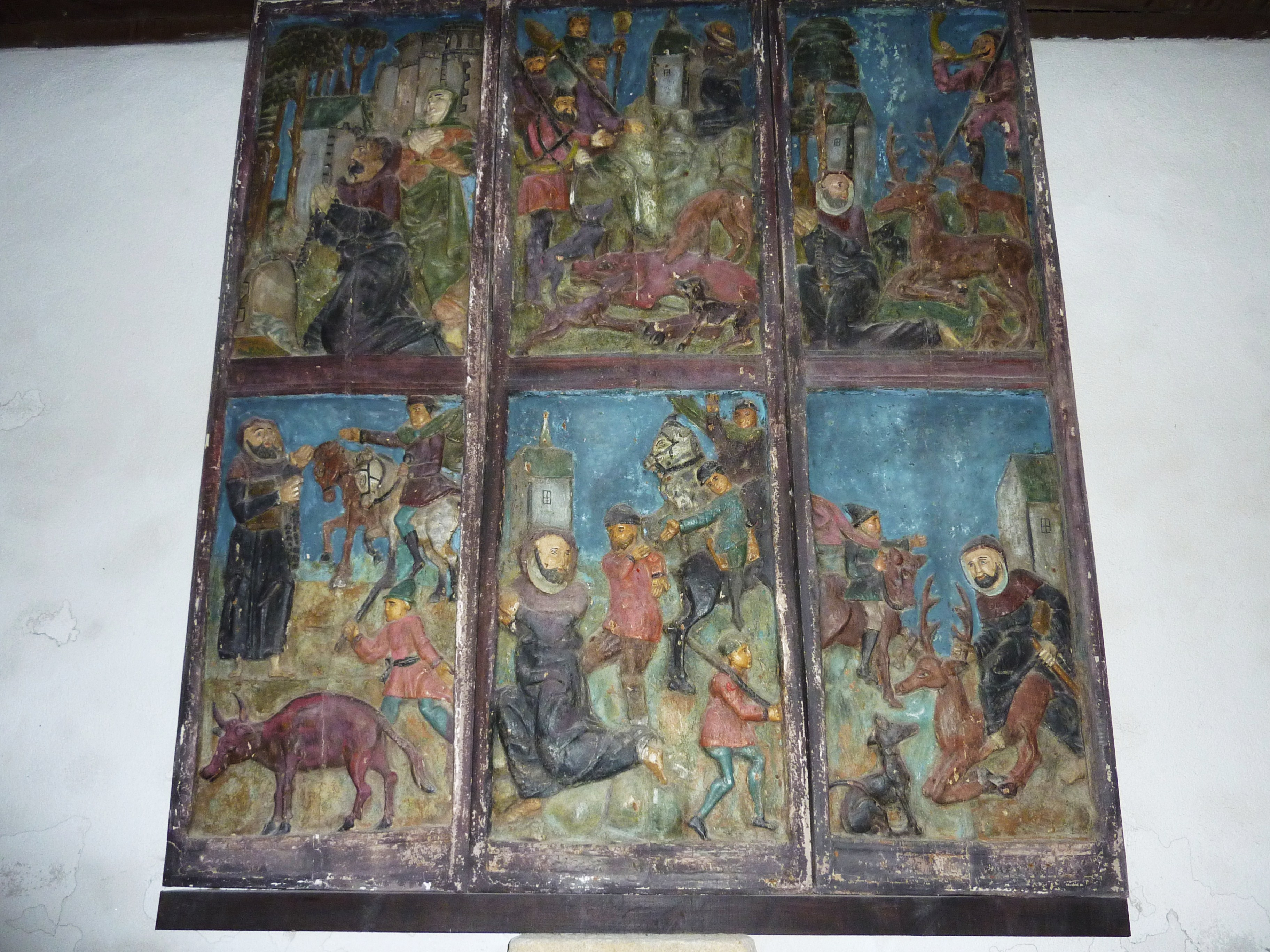
Le retable
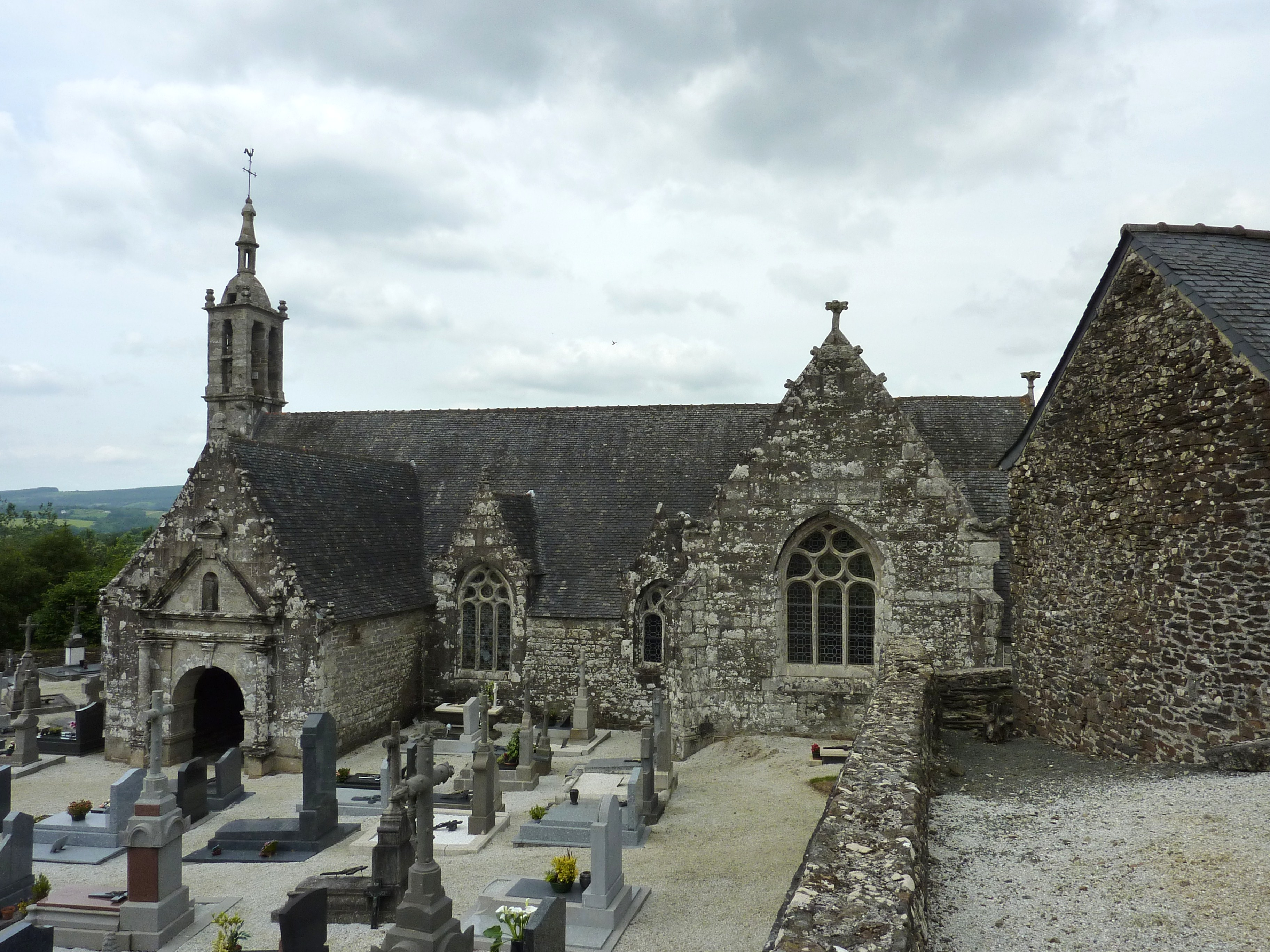
L'église vue depuis le sud
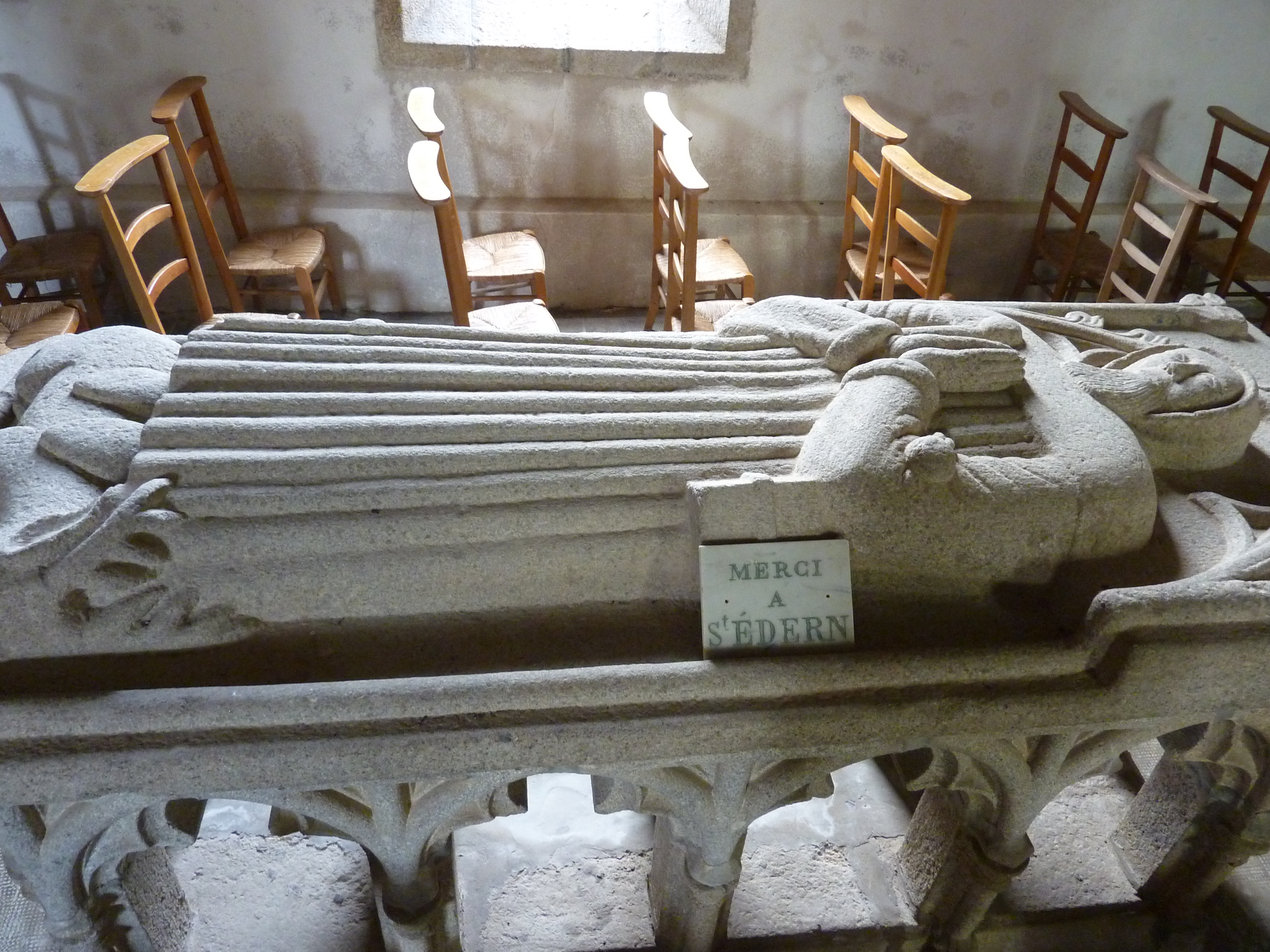
Le gisant de saint Edern
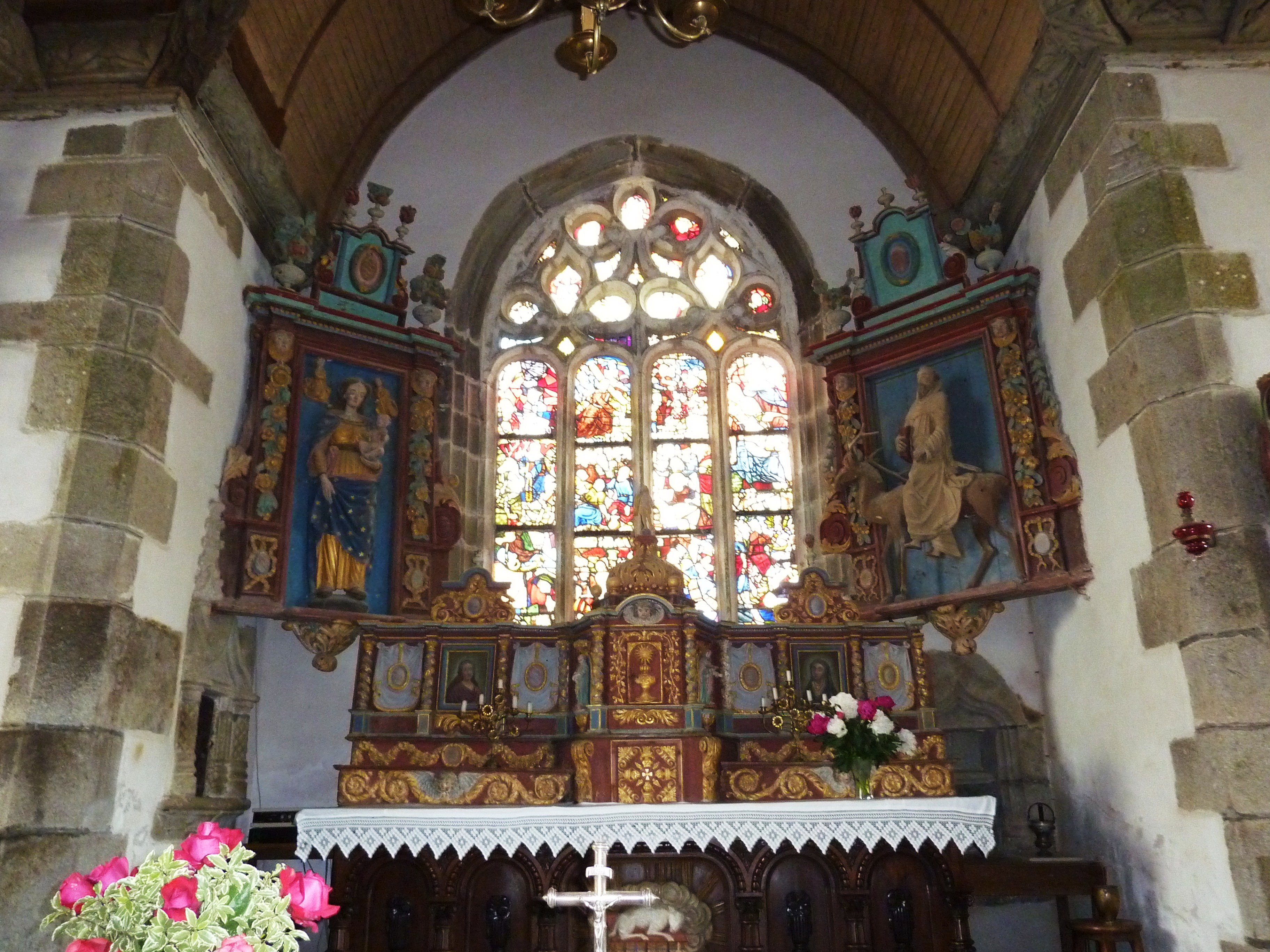
Le maître-autel
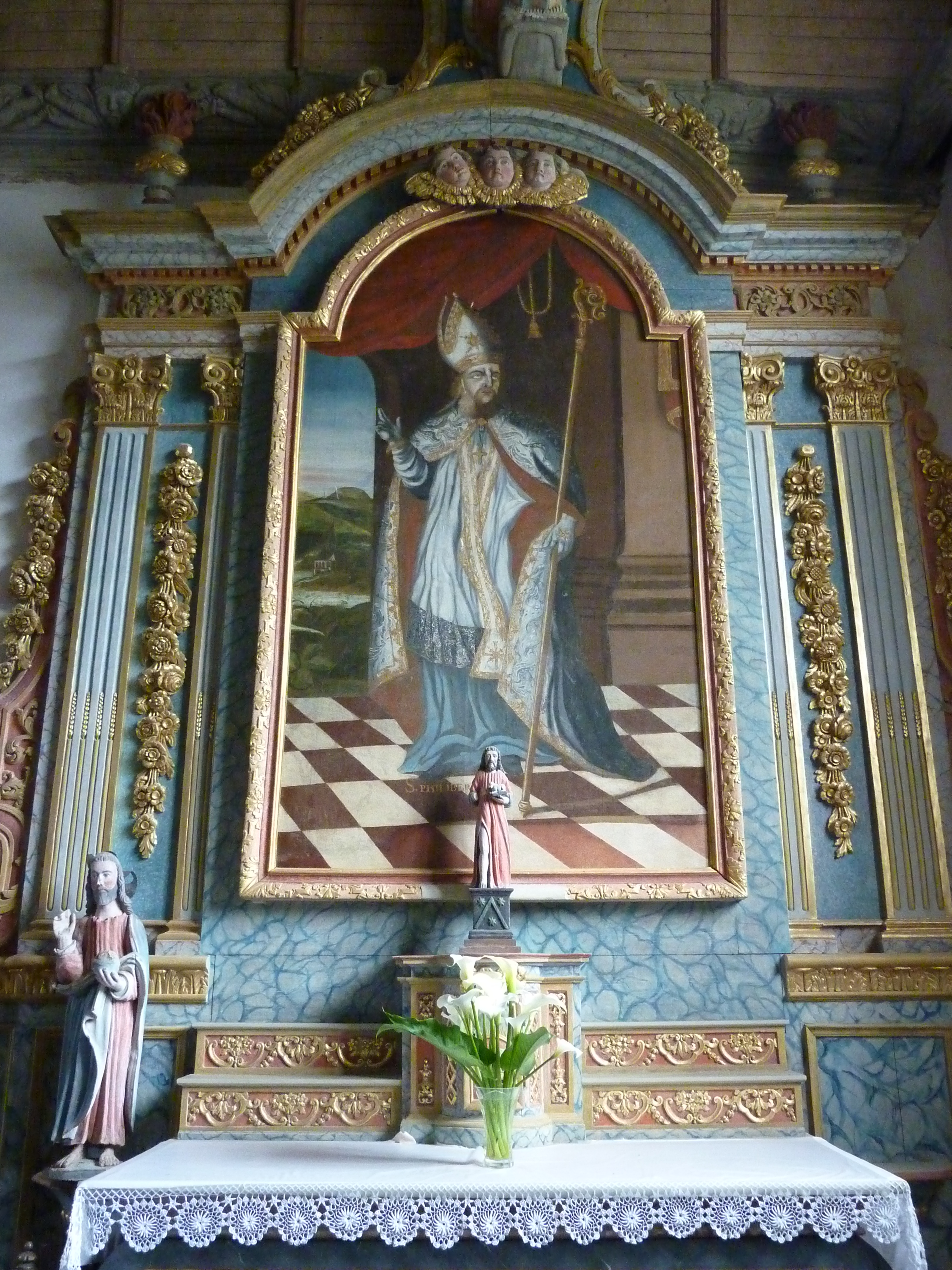
Autel latéral
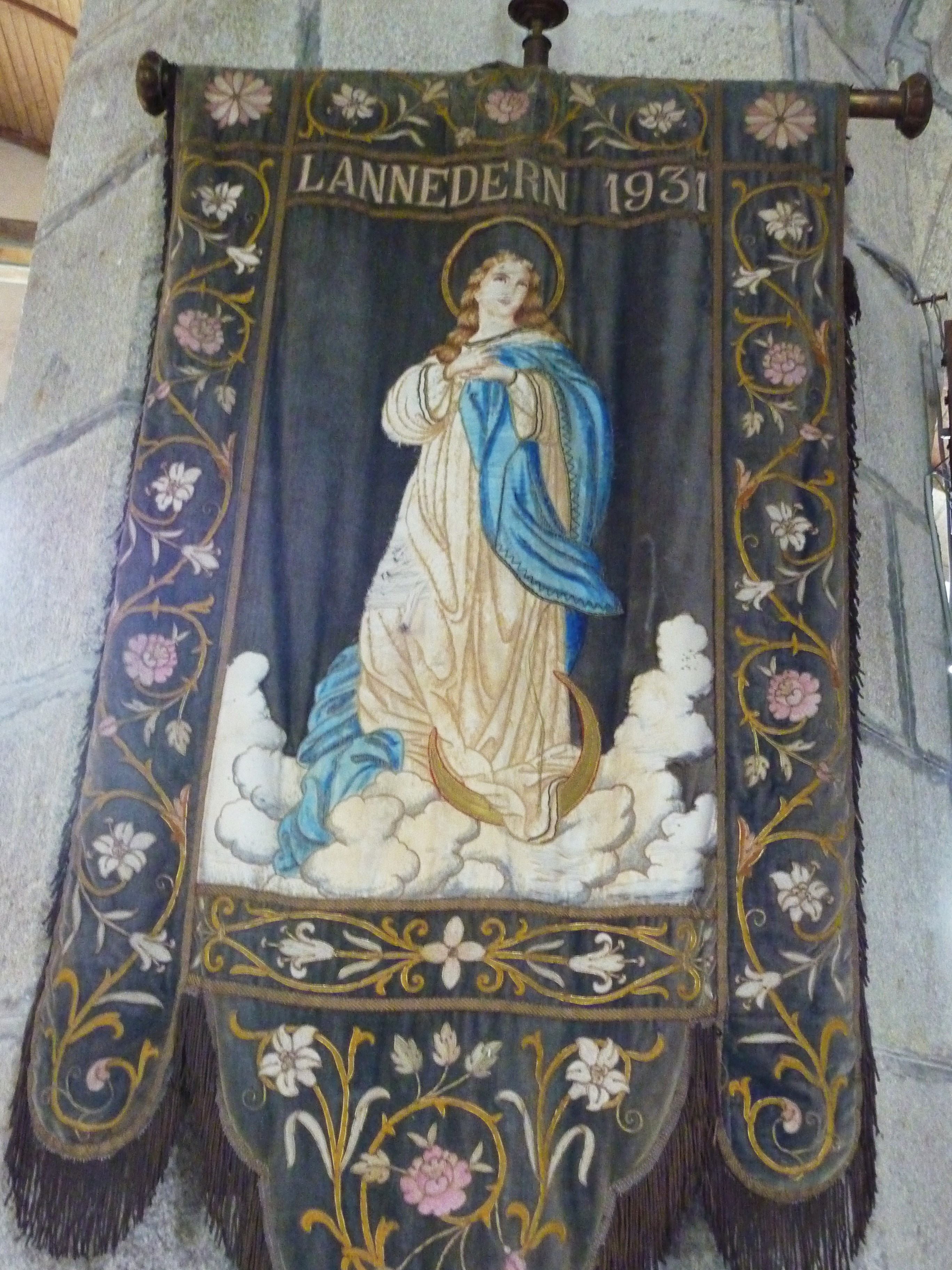
Bannière de procession de saint Edern
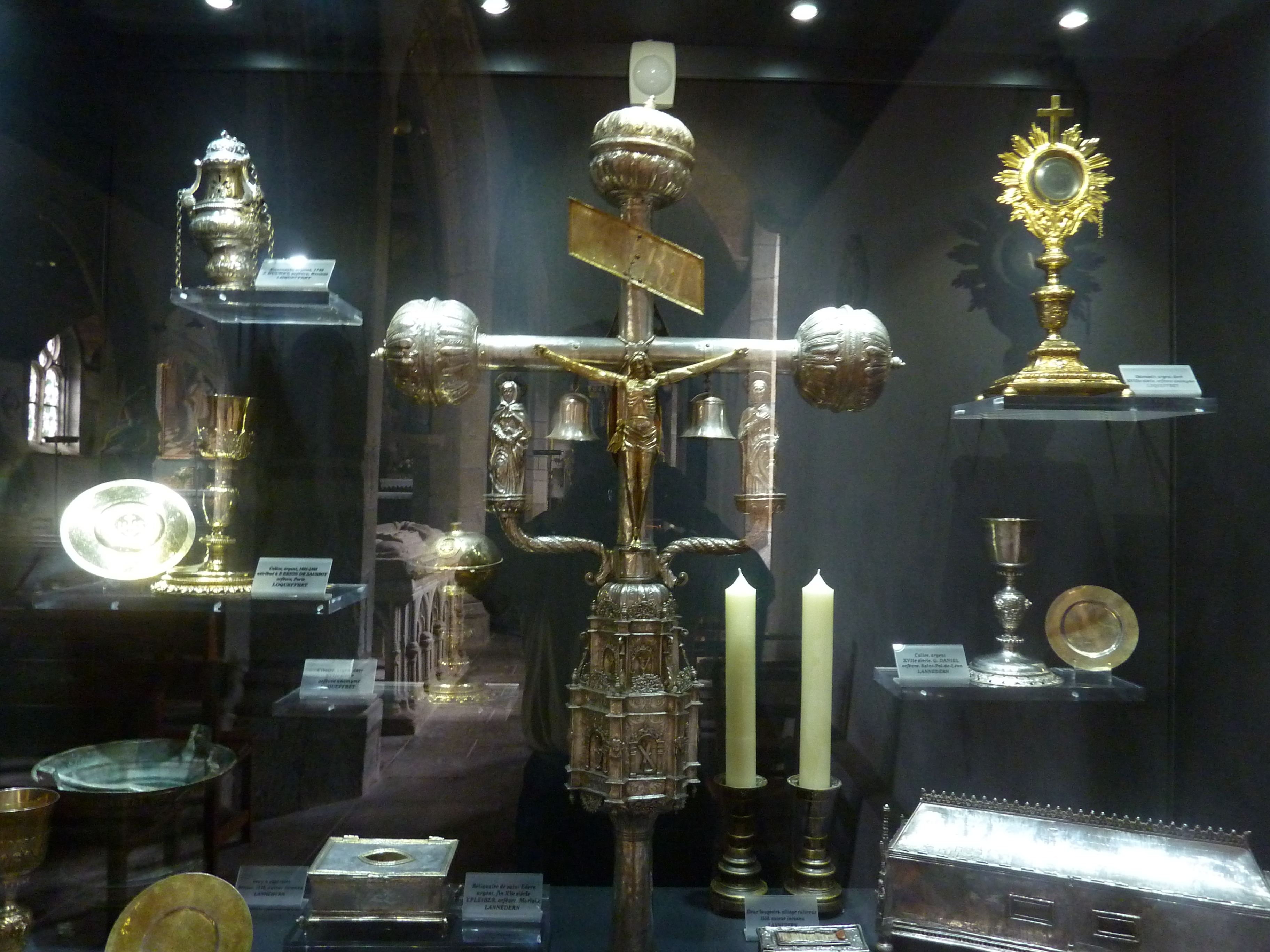
Pièces d'orfèvrerie
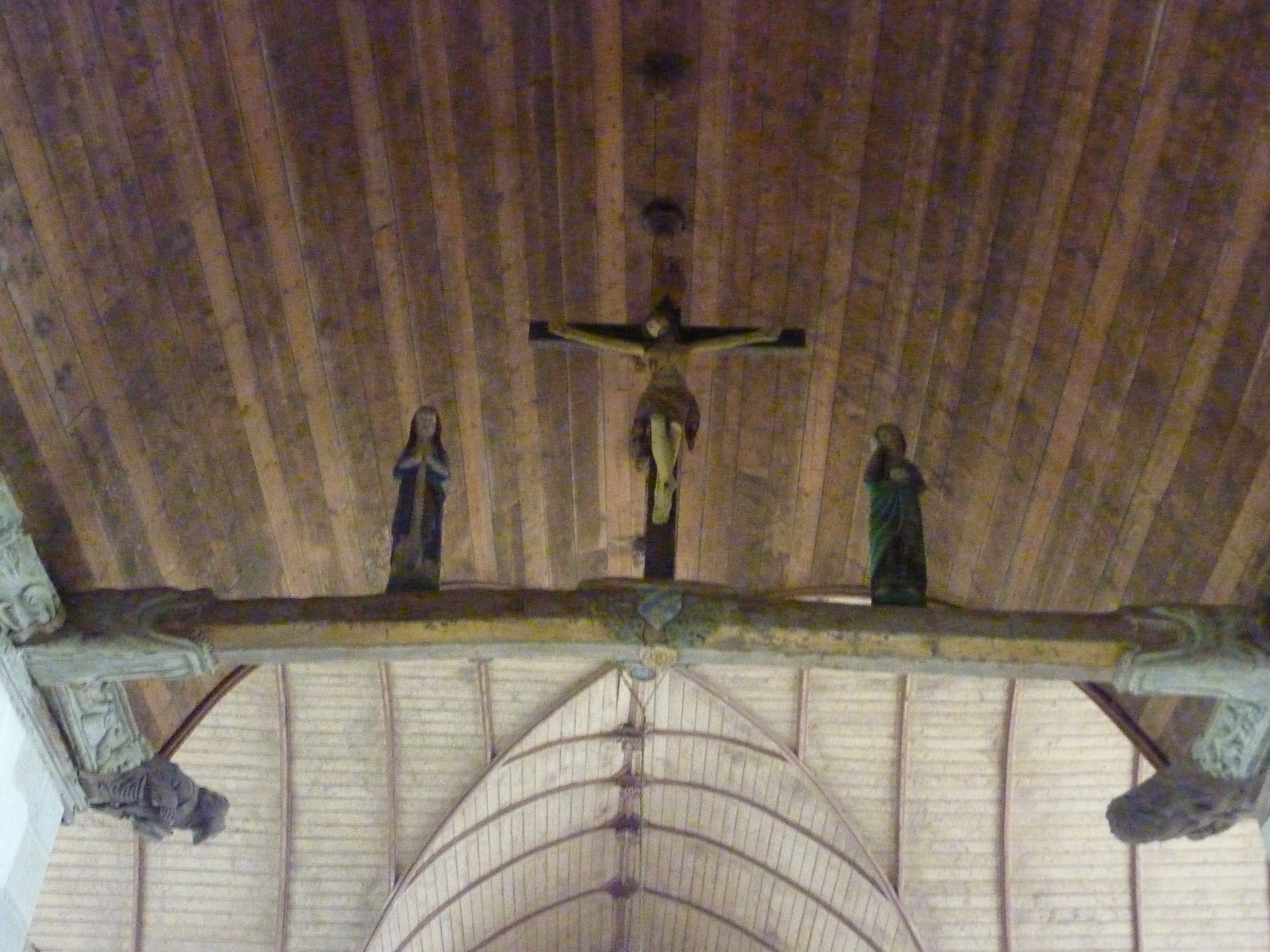
Poutre de gloire
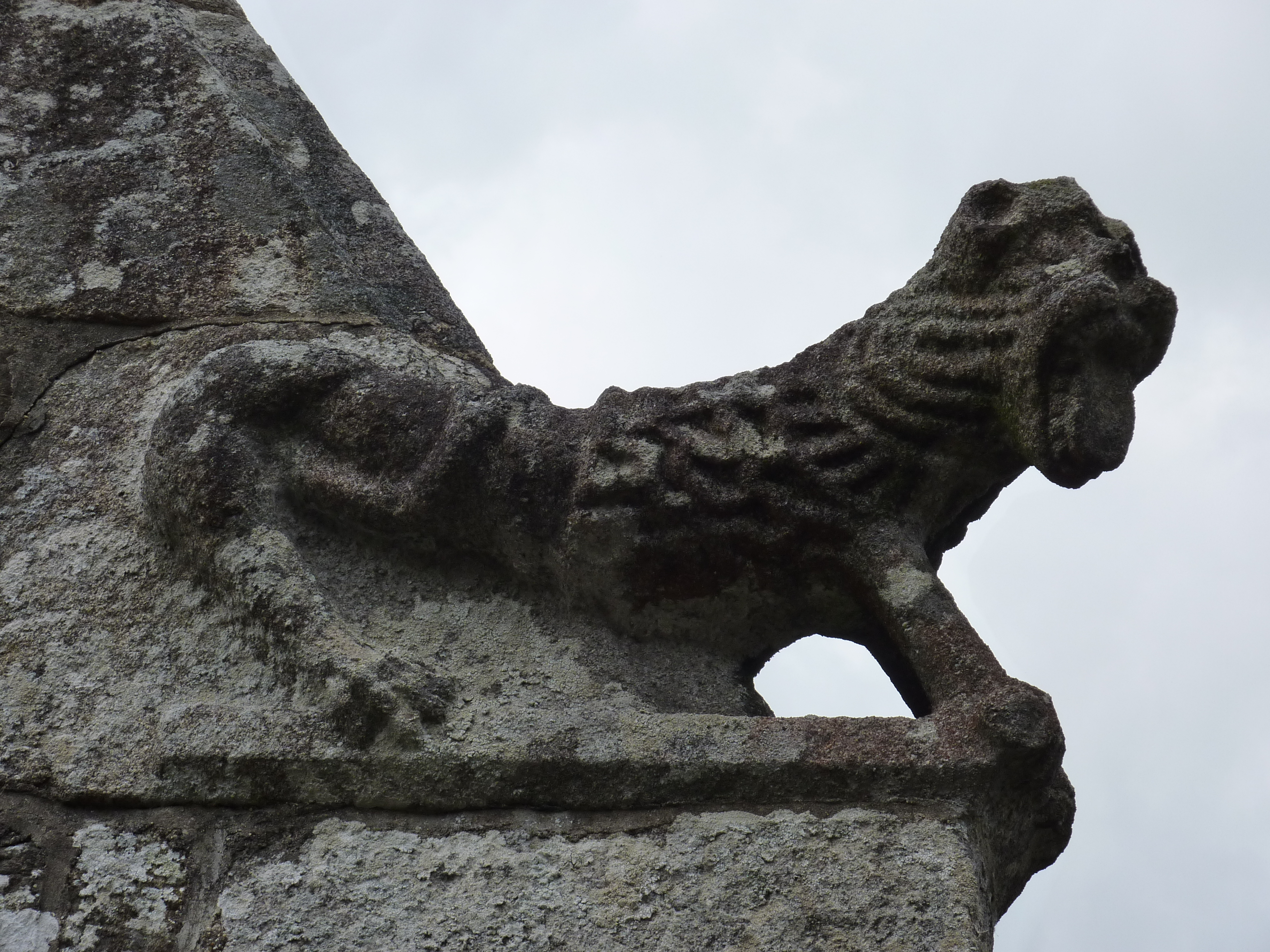
Gargouille statue d'un animal
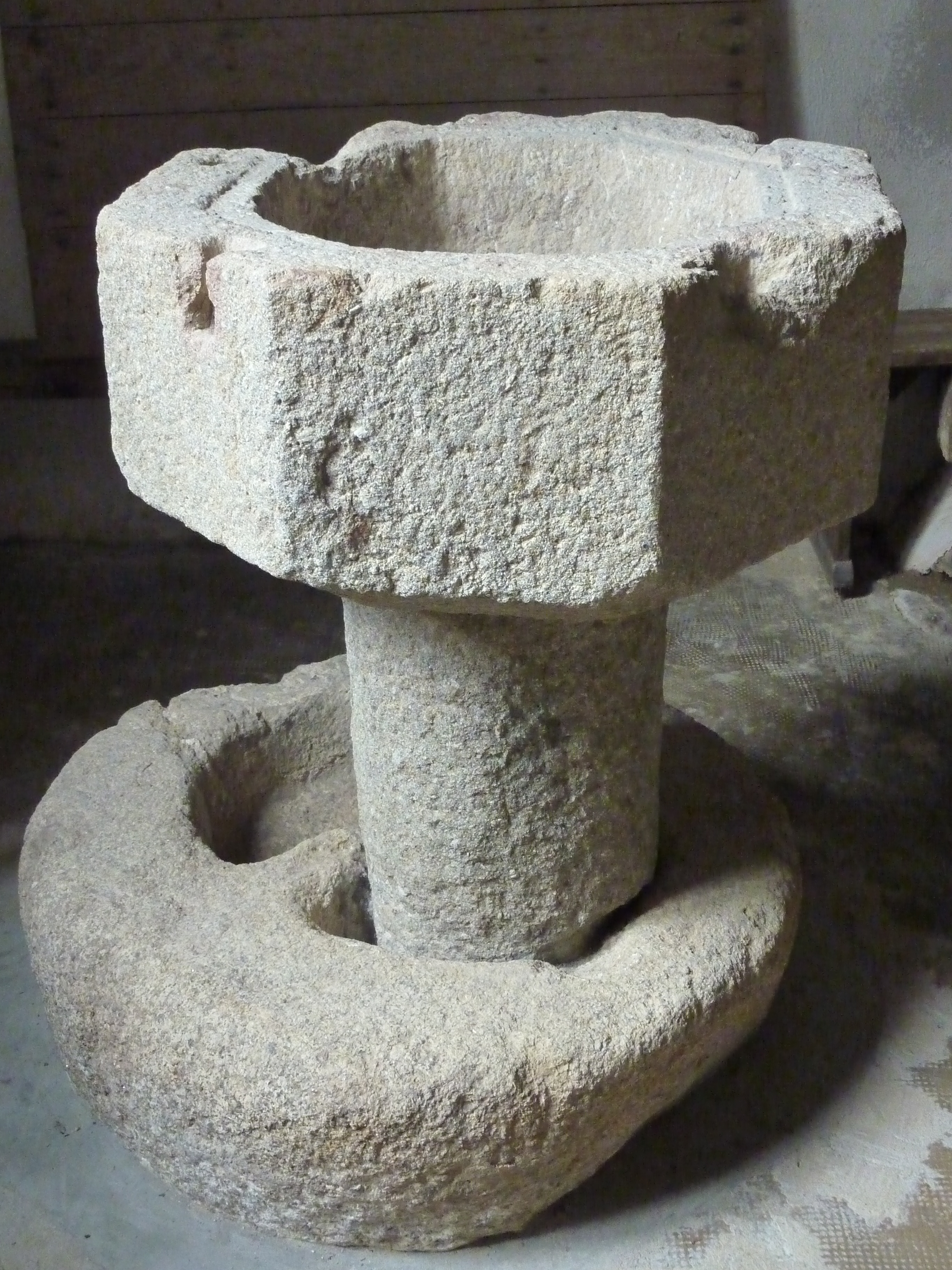
Ancien bénitier en granite
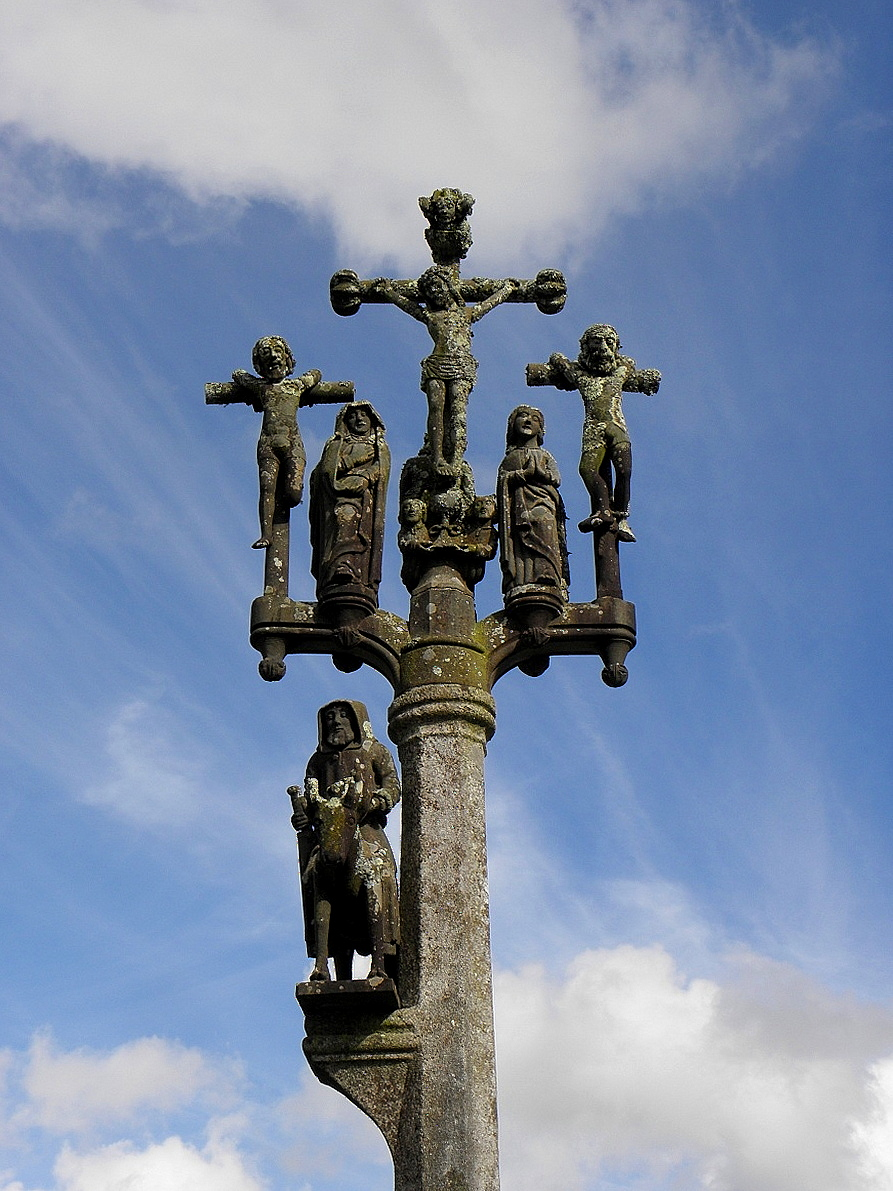
Le calvaire.